# Campos Racing
Pour les articles homonymes, voir Campos.
Campos Racing est une écurie automobile espagnole, fondée par l'ancien pilote de Formule 1 Adrián Campos en 1997.

## Historique

### Fondation, succès puis difficultés en World Series by Nissan (1997-2004)
Ancien pilote de Formule 1 chez Scuderia Minardi, l'espagnol Adrián Campos fonde en 1997 sa propre écurie Campos Motorsport. En 1998, l'écurie basée à Valence fait ses débuts dans ce championnat avec les deux espagnols Marc Gené et Antonio García. La saison est largement dominée par Campos qui remporte les deux titres, pilotes avec Gené et des écuries. Garcia reste dans l'écurie en 1999 et le novice Fernando Alonso devient son équipier. Alonso domine son compatriote et éclot aux yeux du grand public en étant sacré champion. L'écurie obtient de nouveau le titre par équipes. Garcia entame sa troisième saison avec Campos et, pour la première fois, un pilote non-espagnol, le Français Patrice Gay l'épaule. Antonio Garcia remporte le titre tandis que Patrice Gay termine cinquième du championnat. Pour la troisième fois consécutive, Campos s'adjuge des deux titres.
L'écurie perd de sa superbe en 2001 et ne réussit que rarement à trouver le chemin de la victoire. En 2004, Campos quitte le championnat et s'engage en European F3 Open. Sergio Hernández se classe sixième à la fin de la saison et Campos termine troisième.

### Premier engagement en GP2 Series et objectif Formule 1 (2005-2009)
En 2005, Campos passe au niveau supérieur et s'engage dans la nouvelle discipline du GP2 Series qui remplace la Formule 3000 et nouvelle antichambre de la Formule 1. La première saison est difficile pour l'écurie qui termine à la douzième et dernière place du championnat avec Juan Cruz Álvarez et de nouveau Sergio Hernández comme pilotes. En 2006, Campos fait à peine mieux, car même si le duo de pilotes est modifié, Adrián Vallés termine seizième et Félix Porteiro vingt-deuxième. L'écurie termine douzième du championnat, ne devançant que Durango. 
En 2007, Campos recrute l'expérimenté Giorgio Pantano, ex-pilote Jordan Grand Prix en Formule 1 en 2004 et les performances décollent. Grâce à trois victoires (deux pour Pantano, une pour Vitaly Petrov), Campos se classe troisième du championnat des équipes et Pantano termine troisième du championnat des pilotes. Petrov, qui dispute sa première saison complète en GP2, se classe treizième. 

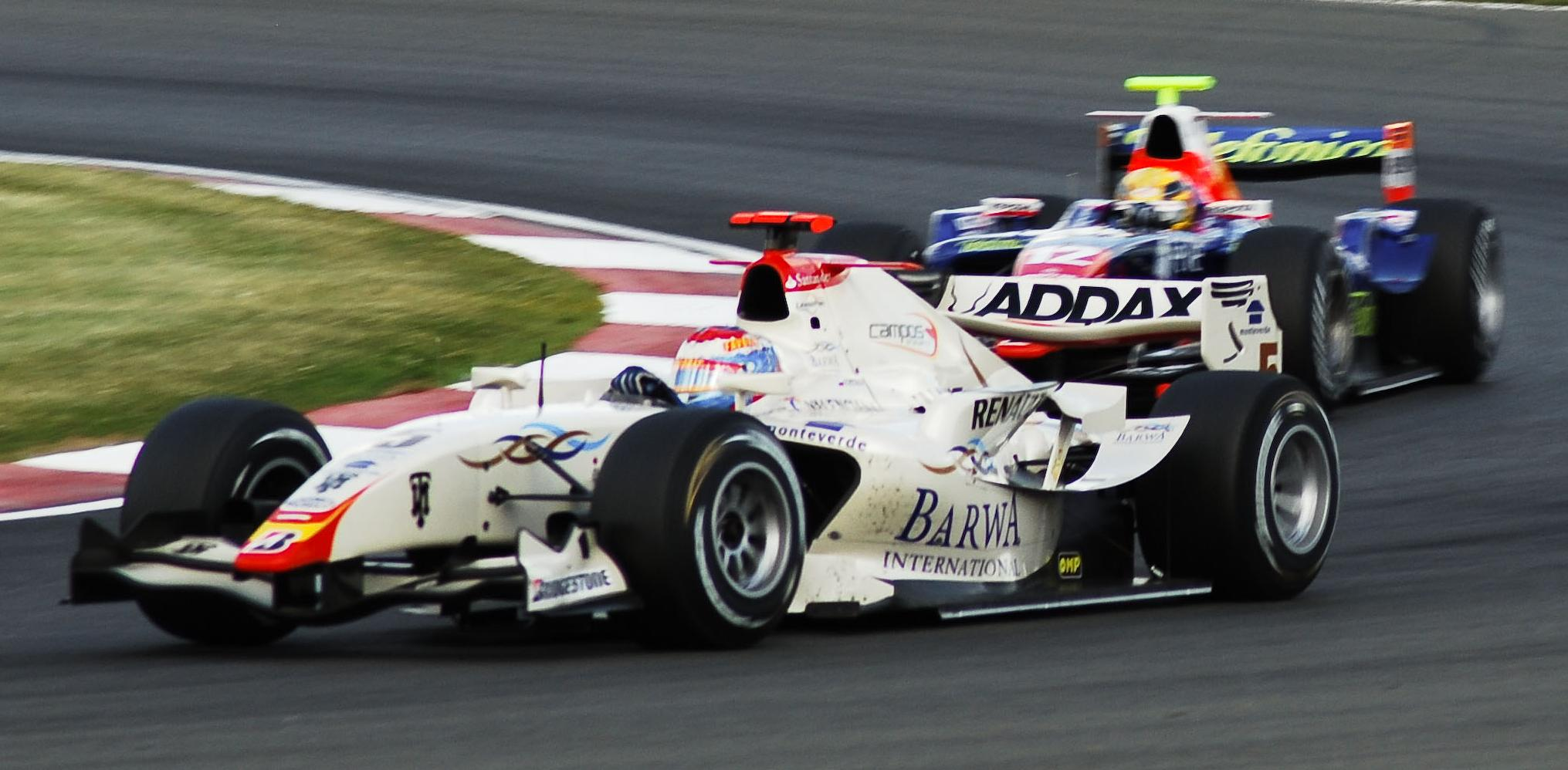
Vitaly Petrov à Silverstone en 2008.

L'année 2008 est marquée par la création du GP2 Asia Series, déclinaison asiatique et hivernale du GP2. Le championnat a lieu de janvier à avril et Campos y participe avec Vitaly Petrov, Diego Nunes puis Ben Hanley ; l'écurie termine troisième. Petrov est prolongé pour la saison 2008 de GP2 et Ben Hanley est, dans un premier temps, son équipier. Après trois meetings, il est évincé et remplacé par Lucas di Grassi. En 14 courses, le Brésilien inscrit 63 points. Petrov remporte une course, en Hongrie, et se classe septième du championnat. La structure espagnole se voit récompensée par son premier titre constructeur.
Durant l'intersaison 2008-2009, Campos prend de nouveau part au GP2 Asia, avec Petrov et Sergio Pérez. Ils obtiennent une victoire chacun et l'écurie finit une nouvelle fois troisième.
Début 2009, Alejandro Agag, manager de Fernando Alonso, rachète l'équipe de GP2 et la renomme "Barwa Addax Team". Toujours avec Vitaly Petrov, maintenant aguerri en GP2, Campos se classe deuxième du championnat. Romain Grosjean se classe quatrième mais ne dispute pas l'intégralité de la saison après à son passage en Formule 1 avec Renault F1 Team. Son remplaçant Davide Valsecchi ne marque que quelques points et se classe dix-septième du championnat. Pendant ce temps, Adrian Campos se prend à rêver de Formule 1. L'ancien pilote de la Scuderia Minardi inscrit, en juin 2009, son écurie sous le nom de Campos Meta F1 Team au championnat du monde de Formule 1 2010. En graves difficultés financières, l'écurie est rachetée par José Ramón Carabante qui renomme l'équipe Hispania Racing F1 Team. 
L'écurie disparaît fin 2012, faute de repreneurs, après trois saisons difficiles, tant sportivement que financièrement.

### Retour en GP2 après l'ère Agag (depuis 2014)

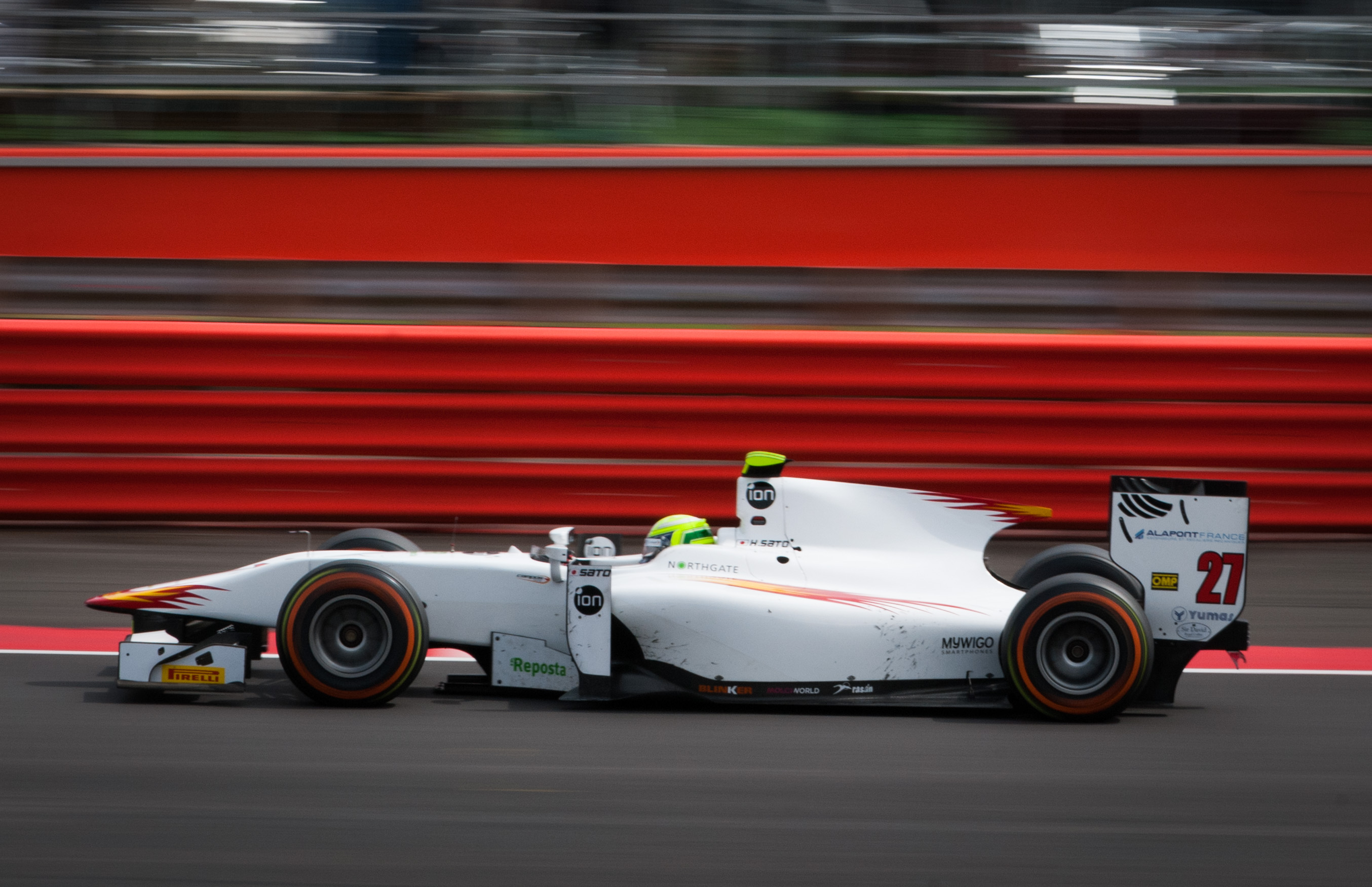
Kimiya Sato lors de la première course de la manche de Silverstone en 2014.

Entre 2009 et 2013, l'écurie, renommée Barwa Addax Team, termine deuxième les deux premières années et est titrée en 2011, avant de plonger dans le classement en 2012 et 2013. L'écurie s'engage aussi en GP2 Asia Series et en GP3 Series, sans succès.
En 2014, Campos retrouve, sous son propre nom, les GP2 Series avec Arthur Pic et Kimiya Sato. Pic gagne sa première course en GP2 sur le Hungaroring et termine la saison à la septième place tandis que Sato marque 2 points dans la saison. Il a été remplacé par Alexander Rossi en Allemagne ; il marque 2 points.
En 2015, Campos conserve Arthur Pic et engage l'indonésien Rio Haryanto, qui a de l'expérience en GP2
. Pic est dominé par Haryanto qui remporte trois courses et termine quatrième du championnat. Le pilote, fortement soutenu par ses sponsors et le gouvernement indonésien, est recruté par Manor Racing en Formule 1.
En 2016, Campos change totalement sa livrée pour arborer les couleurs de Jagonya Ayam, branche indonésienne de KFC. En effet, après Haryanto, c'est Sean Gelael, un autre Indonésien, qui rejoint l'écurie. Mitch Evans est également engagé et fort de sa quatrième saison dans la discipline, s'affirme rapidement comme le leader de l'écurie. Evans remporte sa cinquième victoire en GP2 sur le Red Bull Ring, et Gelael termine deuxième. Evans inscrit ensuite quelques autres points mais n'est pas aussi efficace que les saisons précédentes. Campos termine 6e du championnat avec 114 points, dont 90 marqués par le néo-zélandais.
L'écurie affiche plus de difficultés en 2017 et engage six pilotes tout au long de la saison, dont l'ancien pilote de Formule 1 Roberto Merhi. Campos Racing n'inscrit au total que 17 points et se classe 9e du championnat des écuries, devançant uniquement Trident Racing.
Luca Ghiotto rejoint l'écurie en 2018, accompagné par Roy Nissany. L'italien monte à quatre reprises sur le podium tandis que l'israélien ne marque qu'un seul point. Roberto Merhi remplace Nissany pour les quatre dernières courses de la saison et obtient lui aussi un podium. Campos Racing se classe 7e du championnat des écuries.
L'écurie est aussi engagée en WTCR sur des Cupra TCR avec Pepe Oriola et John Filippi.
Jack Aitken et Dorian Boccolacci forment le duo de pilotes en 2019, et la première victoire de Campos intervient à Bakou, grâce à Jack Aitken. Aitken s'impose ensuite à Silverstone, tandis que Boccolacci est remplacé par Arjun Maini pour la deuxième partie de saison puis Marino Sato. Jack Aitken obtient sa troisième victoire de l'année à Monza. L'écurie espagnole achève cette saison à la 5e place.
Les pilotes de la saison 2020 sont Aitken et le rookie Guilherme Samaia. Seul Aitken est capable de marquer des points, et Campos ne termine que 9e du championnat.
L'hiver 2021 est marqué par la mort du fondateur Adrián Campos, à l'âge de 60 ans.

## Résultats en GP2 Series
| Saison | Écurie                          | Châssis | Moteur     | Pilotes                                  | Courses disputées | Victoires | Pole positions | Podiums | Records du tour | Points inscrits | Classement |
| ------ | ------------------------------- | ------- | ---------- | ---------------------------------------- | ----------------- | --------- | -------------- | ------- | --------------- | --------------- | ---------- |
| 2005   | Campos Racing                   | Dallara | Mecachrome | Juan Cruz Álvarez Sergio Hernández       | 23                | 0         | 0              | 0       | 0               | 7,5             | 12e        |
| 2006   | Campos Racing                   | Dallara | Mecachrome | Adrián Vallés Félix Porteiro             | 21                | 0         | 0              | 1       | 1               | 12              | 12e        |
| 2007   | Campos Grand Prix               | Dallara | Mecachrome | Vitaly Petrov Giorgio Pantano            | 21                | 3         | 1              | 7       | 1               | 80              | 3e         |
| 2008   | Barwa International Campos Team | Dallara | Mecachrome | Vitaly Petrov Ben Hanley Lucas di Grassi | 20                | 4         | 0              | 9       | 3               | 103             | Champion   |
| 2014   | Campos Racing                   | Dallara | Mecachrome | Arthur Pic Kimiya Sato Alexander Rossi   | 22                | 1         | 0              | 3       | 0               | 128             | 7e         |
| 2015   | Campos Racing                   | Dallara | Mecachrome | Arthur Pic Rio Haryanto                  | 21                | 3         | 0              | 7       | 1               | 198             | 4e         |
| 2016   | Pertamina Campos Racing         | Dallara | Mecachrome | Mitch Evans Sean Gelael                  | 22                | 1         | 0              | 2       | 2               | 114             | 6e         |

## Résultats en Formule 2
| Saison | Écurie                | Châssis | Moteur     | Pilotes                                                                            | Courses disputées | Victoires | Pole positions | Podiums | Records du tour | Points inscrits | Classement |
| ------ | --------------------- | ------- | ---------- | ---------------------------------------------------------------------------------- | ----------------- | --------- | -------------- | ------- | --------------- | --------------- | ---------- |
| 2017   | Campos Racing         | Dallara | Mecachrome | Ralph Boschung Stefano Coletti Roberto Merhi Robert Vișoiu Álex Palou Lando Norris | 22                | 0         | 0              | 0       | 0               | 17              | 9e         |
| 2018   | Campos Vexatec Racing | Dallara | Mecachrome | Luca Ghiotto Roy Nissany Roberto Merhi                                             | 24                | 0         | 0              | 5       | 2               | 119             | 7e         |
| 2019   | Campos Racing         | Dallara | Mecachrome | Dorian Boccolacci Jack Aitken Arjun Maini Marino Sato                              | 22                | 3         | 0              | 7       | 2               | 189             | 5e         |
| 2020   | Campos Racing         | Dallara | Mecachrome | Jack Aitken Guilherme Samaia Ralph Boschung                                        | 24                | 0         | 0              | 2       | 0               | 48              | 9e         |
| 2021   | Campos Racing         | Dallara | Mecachrome | Ralph Boschung Gianluca Petecof Matteo Nannini David Beckmann Olli Caldwell        | 23                | 0         | 0              | 2       | 2               | 66,5            | 7e         |
| 2022   | Campos Racing         | Dallara | Mecachrome | Olli Caldwell Ralph Boschung Roberto Merhi Lirim Zendeli                           | 28                | 0         | 0              | 3       | 0               | 67              | 11e        |
| 2023   | Campos Racing         | Dallara | Mecachrome | Ralph Boschung Kush Maini                                                          | 26                | 1         | 0              | 3       | 0               | 99              | 9e         |
| 2024   | Campos Racing         | Dallara | Mecachrome | Isack Hadjar Pepe Martí                                                            | 28                | 5         | 1              | 12      | 2               | 254             | 2e         |
| 2025   | Campos Racing         | Dallara | Mecachrome | Arvid Lindblad Pepe Martí                                                          |                   |           |                |         |                 |                 | e          |

## Résultats en GP3 Series
| Saison | Écurie        | Châssis | Moteur     | Pilotes                                                                                         | Courses disputées | Victoires | Pole positions | Podiums | Records du tour | Points inscrits | Classement |
| ------ | ------------- | ------- | ---------- | ----------------------------------------------------------------------------------------------- | ----------------- | --------- | -------------- | ------- | --------------- | --------------- | ---------- |
| 2015   | Campos Racing | Dallara | Mecachrome | Zaid Ashkanani Álex Palou Samin Gómez Christopher Höher Brandon Maïsano Konstantin Tereshchenko | 18                | 1         | 0              | 1       | 1               | 51              | 7e         |
| 2016   | Campos Racing | Dallara | Mecachrome | Álex Palou Steijn Schothorst Konstantin Tereshchenko                                            | 18                | 0         | 0              | 1       | 0               | 66              | 7e         |
| 2017   | Campos Racing | Dallara | Mecachrome | Julien Falchero Raoul Hyman Marcos Siebert                                                      | 15                | 1         | 0              | 1       | 0               | 56              | 5e         |
| 2018   | Campos Racing | Dallara | Mecachrome | Leonardo Pulcini Simo Laaksonen Diego Menchaca                                                  | 18                | 2         | 2              | 6       | 2               | 195             | 3e         |

## Résultats en Formule 3 FIA
| Saison | Écurie        | Châssis | Moteur     | Pilotes                                                               | Courses disputées | Victoires | Pole positions | Podiums | Records du tour | Points inscrits | Classement |
| ------ | ------------- | ------- | ---------- | --------------------------------------------------------------------- | ----------------- | --------- | -------------- | ------- | --------------- | --------------- | ---------- |
| 2019   | Campos Racing | Dallara | Mecachrome | Alex Peroni Alessio Deledda Sebastián Fernández David Schumacher      | 16                | 0         | 0              | 0       | 0               | 5               | 10e        |
| 2020   | Campos Racing | Dallara | Mecachrome | Alex Peroni Alessio Deledda Sophia Flörsch                            | 18                | 0         | 0              | 3       | 2               | 64              | 7e         |
| 2021   | Campos Racing | Dallara | Mecachrome | László Tóth Lorenzo Colombo Amaury Cordeel Pierre-Louis Chovet        | 20                | 1         | 0              | 1       | 2               | 32              | 8e         |
| 2022   | Campos Racing | Dallara | Mecachrome | David Vidales Hunter Yeany Pepe Martí Oliver Goethe Sebastián Montoya | 18                | 1         | 0              | 1       | 0               | 53              | 8e         |
| 2023   | Campos Racing | Dallara | Mecachrome | Pepe Martí Christian Mansell Hugh Barter Joshua Dufek                 | 18                | 3         | 2              | 6       | 3               | 179             | 4e         |
| 2024   | Campos Racing | Dallara | Mecachrome | Oliver Goethe Mari Boya Sebastián Montoya Noah Strømsted              | 20                | 2         | 0              | 5       | 3               | 179             | 4e         |
| 2025   | Campos Racing | Dallara | Mecachrome | Mari Boya Tasanapol Inthraphuvasak Nikola Tsolov                      |                   |           |                |         |                 |                 | e          |

## Résultats en F1 Academy
| Saison | Écurie        | Châssis | Moteur | Pilotes                                          | Courses disputées | Victoires | Pole positions | Podiums | Records du tour | Points inscrits | Classement |
| ------ | ------------- | ------- | ------ | ------------------------------------------------ | ----------------- | --------- | -------------- | ------- | --------------- | --------------- | ---------- |
| 2023   | Campos Racing | Tatuus  | Abarth | Nerea Martí Lola Lovinfosse Maite Cáceres        | 21                | 1         | 1              | 9       | 1               | 252             | 5e         |
| 2024   | Campos Racing | Tatuus  | Abarth | Chloe Chambers Carrie Schreiner Nerea Martí      | 14                | 1         | 0              | 7       | 2               | 292             | 3e         |
| 2025   | Campos Racing | Tatuus  | Abarth | Chloe Chambers Alisha Palmowski Rafaela Ferreira |                   |           |                |         |                 |                 | e          |